# مونیکا گوئریتوره
مونیکا گوئریتوره (ایتالیایی: Monica Guerritore؛ زادهٔ ۵ ژانویهٔ ۱۹۵۸) بازیگر اهل ایتالیا است.
از فیلم‌هایی که وی در آن نقش داشته است، می‌توان به زندگی عجیب است، فریب، زن ونیزی، یک تعطیلات کوتاه، شتاب‌زده، شب بخیر، آقایان و خانم‌ها، عشاق و دیگر وابستگان، با هم؟ و بدترین هفته زندگی‌ام اشاره کرد.